# Bočkovec
Bočkovec je naselje u Hrvatskoj u sastavu općine Svetog Petra Orehovca. Nalazi se u Koprivničko-križevačkoj županiji. 

## Zemljopis
Nalazi se na istočnoj obali rječice. Zapadno je Selanec, sjeverozapadno su Zamladinec, Črnčevec, Mikovec i Hrgovec, sjeverno je Dedina, sjeveroistočno Žibrinovec, istočno su Piškovec i Sveta Helena, južno su Brdo Orehovečko i Guščerovec, jugozapadno je Međa.

## Šport
- NK Dragovoljac

## Stanovništvo
| broj stanovnika | 320   | 349   | 385   | 387   | 439   | 463   | 460   | 497   | 434   | 444   | 431   | 401   | 367   | 357   | 306   | 279   | 253   |
|                 | 1857. | 1869. | 1880. | 1890. | 1900. | 1910. | 1921. | 1931. | 1948. | 1953. | 1961. | 1971. | 1981. | 1991. | 2001. | 2011. | 2021. |